# Восход Османской империи
«Восход Османской империи» (англ. Rise of Empires: Ottoman) — турецкий исторический сериал от Netflix, снятый режиссёром Эмре Шахином. Главным героем сериала выступает султан Мехмед II Завоеватель . Первый сезон, состоящий из шести эпизодов и посвящённый Падению Константинополя, вышел 24 января 2020 года. Второй сезон, также состоящий из шести эпизодов, вышел 29 декабря 2022 года. Его сюжет был сфокусирован на борьбе Мехмеда II и господаря Валахии Влада III Цепеша.

## Сюжет

### 1 сезон. «Восход Османской империи» (2020 год)
События сериала разворачиваются в XV веке. Молодому султану Мехмеду предстоит штурмом взять Константинополь, столицу Византии, и преобразовать Османское государство в Империю.

### 2 сезон. «Мехмед и Влад» (2022 год)
Мехмед Завоеватель и Влад III Цепеш дружили в детстве и проводили вместе время при дворе. Теперь Влад стал правителем Валахии и хочет заключить союз с Матьяшом Корвином, чтобы положить конец османской гегемонии. В этом сезоне была показана знаменитая Ночная атака под Тырговиште.

## Актёрский состав
- Джем Йигит Узюмоглу — Мехмед II
- Туба Бюйюкюстюн — Мара Бранкович
- Усхан Чакыр — Заганос
- Толга Текин — султан Мурад II

### Персонажи 1 сезона
- Томмазо Базили — Константин XI Палеолог, император Византии
- Биркан Сокуллу — Джованни Джустиниани, генуэзский наёмник
- Ева Дедова — Катерина Бранкович
- Селим Байрактар — Чандарлы Халил-паша
- Дамла Сёнмез — Ана
- Тансу Бичер — Урбан, военный инженер
- Баки Даврак — Георгий Бранкович, правитель Сербии

### Персонажи 2 сезона
- Даниэль Нута — Влад III Цепеш, господарь Валахии
- Раду Андрей Мику — Димитрий, правая рука Влада Цепеша
- Ник Джелилай — Махмуд-паша, великий визирь

## Список серий[5]
| № | Название              | Дата выхода    |
| - | --------------------- | -------------- |
| 1 | The New Sultan        | 24 января 2020 |
| 2 | Through the Walls     | 24 января 2020 |
| 3 | Into the Golden Horn  | 24 января 2020 |
| 4 | Loose Lips Sink Ships | 24 января 2020 |
| 5 | Ancient Prophecies    | 24 января 2020 |
| 6 | Ashes to Ashes        | 24 января 2020 |

| № | Название         | Дата выхода     |
| - | ---------------- | --------------- |
| 1 | House of War     | 29 декабря 2022 |
| 2 | Troubled Waters  | 29 декабря 2022 |
| 3 | Land of Dracula  | 29 декабря 2022 |
| 4 | Brothers No More | 29 декабря 2022 |
| 5 | Night Attack     | 29 декабря 2022 |
| 6 | Destiny          | 29 декабря 2022 |

## Критика
По мнению издания Daily History, события осады Константинополя были показаны исторически достоверно с перспективы османов.